# The Bridge: A Tribute to Neil Young
The Bridge: A Tribute to Neil Young è un album tributo al cantautore canadese Neil Young pubblicato nel 1989 dalla Caroline Records sotto la supervisione del produttore Tommy Tolkin.
al disco hanno partecipato artisti della scena del rock alternativo dell'epoca come Nick Cave, The Flaming Lips, Sonic Youth e Pixies.
Una parte dei proventi ricavati è stata donata alla Bridge School di Hillsborough in California, associazione no profit che si occupa dell'insegnamento a bambini con problemi handicappati.

## Tracce

### Edizione su LP
1. "Barstool Blues" - Soul Asylum - 2:51
2. "Don't Let It Bring You Down" - Victoria Williams - 2:53
3. "After the Gold Rush" - The Flaming Lips - 4:14
4. "Captain Kennedy" - Nikki Sudden - 4:01
5. "Cinnamon Girl" - Loop - 2:50
6. "Helpless" - Nick Cave - 4:32
7. "Winterlong" - Pixies - 3:11
8. "Computer Age"	- Sonic Youth - 5:13
9. "Only Love Can Break Your Heart" - Psychic TV - 6:08
10. "Lotta Love" - Dinosaur Jr. - 2:41
11. "The Needle and the Damage Done"/"Tonight's The Night" - Henry Kaiser - 5:54

### Bonus tracks su CD
1. "Mr. Soul" - Bongwater - 3:30
2. "My My, Hey Hey (Out of the Blue)" - B.A.L.L. - 2:16
3. "Words (Between The Lines Of Age)" - Henry Kaiser - 6:19